# Saint-Orens
 Saint-Orens  (en occitano Sent Orens) es una población y comuna francesa, ubicada en la región de Mediodía-Pirineos, departamento de Gers, en el distrito de Condom y cantón de Mauvezin.

## Demografía
| 72 | 47 | 40 | 39 | 58 | 75 |
| Para los censos de 1962 a 1999 la población legal corresponde a la población sin duplicidades (Fuente: INSEE [Consultar]) |    |    |    |    |    |